# Miagrammopes gulliveri
Miagrammopes gulliveri es una especie de araña araneomorfa del género Miagrammopes, familia Uloboridae. Fue descrita científicamente por Butler en 1876.
Habita en la isla Rodrigues.